# British Aircraft Corporation
La British Aircraft Corporation (BAC) fou un fabricant d'aeronaus del Regne Unit, format per la fusió d'English Electric Aviation Ltd., Vickers-Armstrongs (Aircraft), la Bristol Aeroplane Company i Hunting Aircraft el 1960 a iniciativa del govern britànic. Bristol, English Electric i Vickers esdevingueren matrius de BAC, amb el 20%, 40% i 40% del capital de BAC, respectivament. Al seu torn, BAC adquirí el capital social dels seus interessos en aviació i el 70% de Hunting uns mesos més tard.
El 1977, BAC, Hawker Siddeley i Scottish Aviation foren nacionalitzats i fusionats per formar British Aerospace d'acord amb la Llei de les Indústries Aeronàutica i Naval del 1977.